# Google Code Search
Google Code Search was een zoekmachine van Google Inc. waarmee men de broncode van software op het internet kon doorzoeken. Deze broncode bevindt zich op openbare websites, zoals in zipbestanden en versiebeheersystemen (bijvoorbeeld Subversion en CVS).
De gebruiker kon met de operatoren class:, lang:, package:, license: en file: specifieker aangeven waarnaar hij op zoek was, zoals in welke programmeertaal de code geschreven moest zijn of onder welke licentie deze was vrijgegeven. Ook konden reguliere expressies gebruikt worden.
Google Code Search werd op 15 januari 2012 opgeheven.